# Eudonia deltophora
Eudonia deltophora là một loài bướm đêm trong họ Crambidae.